# Crkva sv. Martina u Velikoj Trnovitici
Crkva sv. Martina u Velikoj Trnovitici župna je rimokatolička crkva u Velikoj Trnovitici u Bjelovarsko-bilogorskoj županiji.
Crkva je barokna građevina srednjovjekovnog porijekla podignuta između 1737. i 1756. kao jednobrodna građevina pravokutnog tlocrta s užim poligonalno zaključenim svetištem uz koje se sa sjeverne strane nalazi sakristija, dok je u ravnini s glavnim pročeljem također sjeverno postavljen zvonik. Prostor broda svođen je baroknim križnim svodom, a svetište bačvastim svodom sa susvodnicama.
Nekad se zvala “Ecclesia sancti Martini de Twuiski”, što bi značilo “crkva svetog Martina u trnju”. Prema narodnoj predaji, stara crkva građena je još u 12. stoljeću, a s njezinim imenom je povezano i ime sela. Crkva je dio kulturne hodočasničke martinjske rute, odnosno velikog europskog puta “Via Sancti Martini” (Put sv. Martina).

## Zaštita
Pod oznakom RZG-0504-1969 vodi se kao nepokretno kulturno dobro - pojedinačno, pravnog statusa zaštićena kulturnog dobra, klasificirano kao "sakralna graditeljska baština".